# Goalball nos Jogos Paralímpicos de Verão de 2020 – Feminino
As disputas femininas do goalball nos Jogos Paralímpicos de Verão de 2020 foram disputadas entre 25 de agosto e 3 de setembro de 2021 na Makuhari Messe, em Tóquio, Japão.

## Medalhistas
| Evento    | Ouro        | Prata              | Bronze    |
| --------- | ----------- | ------------------ | --------- |
| Masculino | TUR Turquia | USA Estados Unidos | JPN Japão |

## Qualificação
| Qualificação                         | Data                                 | Sede         | Vagas | Qualificados                         |
| ------------------------------------ | ------------------------------------ | ------------ | ----- | ------------------------------------ |
| Anfitrião                            | 7 de setembro de 2013                | Buenos Aires | 1     | Japão (JPN)                          |
| Copa do Mundo da IBSA de 2018        | 3–8 de junho de 2018                 | Malmö        | 3     | Brasil (BRA) RPC (RPC) Turquia (TUR) |
| Jogos Mundiais da IBSA de 2019       | 29 de junho – 9 de julho de 2019     | Fort Wayne   | 2     | Austrália (AUS) Canadá (CAN)         |
| Campeonato Europeu de 2019           | 5–14 de outubro de 2019              | Rostock      | 1     | Israel (ISR)                         |
| Jogos Parapan-Americanos de 2019     | 23 de agosto – 1 de setembro de 2019 | Lima         | 1     | Estados Unidos (USA)                 |
| Campeonato Asiático/Pacífico de 2019 | 5–11 de dezembro de 2019             | Tóquio       | 1     | China (CHN)                          |
| Campeonato Africano de 2020          | 28 de fevereiro – 6 de março de 2020 | Port Said    | 1     | Egito (EGY)                          |
| Total                                |                                      |              | 10    |                                      |

## Times classificados
| Grupo A - CHN China - ISR Israel - RPC Comitê Paralímpico Russo - AUS Austrália - CAN Canadá | Grupo B - TUR Turquia - USA Estados Unidos - JPN Japão - BRA Brasil - EGY Egito |

## Fase final
|  | Quartas de final             | Quartas de final   |                    |           | Semifinal           | Semifinal           |  |  | Disputa pelo ouro | Disputa pelo ouro |
|  |                              |                    |                    |           |                     |                     |  |  |                   |                   |
|  | 1 de setembro                |                    |                    |           |                     |                     |  |  |                   |                   |
|  |                              |                    |                    |           |                     |                     |  |  |                   |                   |
|  | CHN China                    | 0                  |                    |           |                     |                     |  |  |                   |                   |
|  | CHN China                    | 0                  | 2 de setembro      |           |                     |                     |  |  |                   |                   |
|  | BRA Brasil (pro)             | 1                  |                    |           |                     |                     |  |  |                   |                   |
|  | BRA Brasil (pro)             | 1                  | BRA Brasil         | 4         |                     |                     |  |  |                   |                   |
|  | 1 de setembro                |                    | BRA Brasil         | 4         |                     |                     |  |  |                   |                   |
|  |                              | USA Estados Unidos | 5                  |           |                     |                     |  |  |                   |                   |
|  | USA Estados Unidos           | USA Estados Unidos | 5                  | 5         |                     |                     |  |  |                   |                   |
|  | USA Estados Unidos           |                    | 3 de setembro      | 5         |                     |                     |  |  |                   |                   |
|  | RPC Comitê Paralímpico Russo | 3                  |                    |           |                     |                     |  |  |                   |                   |
|  | RPC Comitê Paralímpico Russo | 3                  | USA Estados Unidos | 2         |                     |                     |  |  |                   |                   |
|  | 1 de setembro                |                    | USA Estados Unidos | 2         |                     |                     |  |  |                   |                   |
|  |                              | TUR Turquia        | 9                  |           |                     |                     |  |  |                   |                   |
|  | TUR Turquia                  | TUR Turquia        | 9                  | 10        |                     |                     |  |  |                   |                   |
|  | TUR Turquia                  | 2 de setembro      |                    | 10        |                     |                     |  |  |                   |                   |
|  | AUS Austrália                | 6                  |                    |           |                     |                     |  |  |                   |                   |
|  | AUS Austrália                | 6                  | TUR Turquia        | 8         | Disputa pelo bronze | Disputa pelo bronze |  |  |                   |                   |
|  | 1 de setembro                |                    | TUR Turquia        | 8         | Disputa pelo bronze | Disputa pelo bronze |  |  |                   |                   |
|  |                              | JPN Japão          | 5                  |           |                     |                     |  |  |                   |                   |
|  | ISR Israel                   | JPN Japão          | 5                  | 1         | BRA Brasil          | 1                   |  |  |                   |                   |
|  | ISR Israel                   |                    |                    | 1         | BRA Brasil          | 1                   |  |  |                   |                   |
|  | JPN Japão                    | 4                  |                    | JPN Japão | 6                   |                     |  |  |                   |                   |
|  | JPN Japão                    | 4                  |                    |           | 6                   |                     |  |  |                   |                   |
|  |                              |                    |                    |           |                     |                     |  |  | 3 de setembro     |                   |
|  |                              |                    |                    |           |                     |                     |  |  |                   |                   |